# 자아 커뮤니케이션
자아 커뮤니케이션(영어: Intrapersonal communication) 또는 자기성찰소통(自己省察疏通)은 의사 소통 행위자의 언어, 사유 행위의 내적 발화에 관한 이론이다. 이 이론은 내적 발화와 음절 조음이 생체학적 차원에서 연결이 되어있다고 주장하는 이론까지도 포괄한다. 발신자, 수신자, 피드백 고리(feedback loop)를 포함하는 모델에 속하는 개인의 정신에서 발생하는 내적인 의사 소통 연구에 참고가 될 수 있는 담론이다.

## 체계
자신 스스로와 의식적으로 대화하거나, 사유하는 능력은 인간 의식 경험의 주요한 부분 중 하나이다. 대부분의 의사 소통 행위자는 어릴 때부터 먼저 신중하게 생각하고 그 생각의 결과를 전달하도록 권장한다.

### 정신적 체계
자신의 생각에 대해 사유한다는 점과 타인의 사유를 자신의 사유 능력으로서 추론한다는 점에서 메타인지 담론과 상당히 겹친다.

### 신체적 체계
자아 커뮤니케이션의 과정 체계에 대한 연구는 여러 가지가 있으며 각 연구마다 그 과정 묘사가 다르다. 영국의 발달심리학자인 사이먼 존스(Simon Jones)와 찰스 퍼니휴(Charles Fernyhough)는 자기 자신과 대화할 수 있는 능력이 규칙적인 발화 행위와 매우 유사하다는 연구 결과를 인용하였다. 이 이론은 본래 아동이 성인과 동등한 수준의 내적인 발화 과정, 정신적인 습관을 형성하기 전에 자신들의 행동을 소리내어 표현한다고 주장한 발달심리학자 레프 비고츠키(Lev Vygotsky)의 연구에서 기원한 것이다. 이 연구에 따르면 내적인 사유 활동과 음절 조음 사이의 불일치성은 인간의 장구한 발달 과정과 함께 해소된다. 동시에, 성인들이라고 하더라도 음절 조음 과정에서 움직이는 일련의 근육 운동을 자체적으로 미세하게나마 경험한다. 종합할 때, 성인들은 내면의 언어 행위에 따른 음절 조음을 더욱 능숙하게 조절할 수 있다.
존스와 퍼니휴는 충분한 사유를 거치지 않은 기계적인 측면에서의 외적 발화 행위와 미세한 수준의 육체적 음절 조음 행위와 동반되는 내적 발화가 어떻게 다른지, 그리고 이 둘이 본질적으로 육체적 발화 행위의 연장이라는 점에서 같다는 것에 대한 추가적인 증거를 제시하였다. 이들은 환청(Auditory hallucination) 증세를 보이는 조현병 환자를 대상으로 연구 실험을 진행하였다. 이 실험에는 각 신체에 준 물리적인 반응을 줄 경우, 해당 반응의 성격에 상응하는 만큼 뇌에 동일하게 작용한다는 전제가 깔려져 있다.
첫 번째로, 조현병 환자의 환청 형태의 일반성을 통계적으로 종합하고 위 실험의 전제에 따라 뇌의 반응을 측정한다. 두 번째로, 조현병 환자에게 일반적인 환청이 일어날 때에만 입을 벌리도록 요구하고, 특정 청각 방해 신호가 발생할 경우에는 입을 열지 말 것을 요구한다. 그리고 자아 커뮤니케이션 실험을 충분히 설명한다. 세 번째로, 일반적인 환정 주기는 상수로, 특정 청각 방해 신호는 일정한 변수로 두어서 자극한다. 충분히 실험이 진행될 때 조현병 환자는 특정 청각 방해 신호의 주기를 알 수 있을 것이다. 이런 경우는 피실험자가 특정 청각 방해 신호도 하나의 주기성을 갖춘 기계적인 작용으로 인식했다는 것과 같다고 할 수 있다. 이때 실험자는 특정 청각 방해 신호의 주기를 바꾼다. 이때 생기는 뇌의 변화(Agency, 作因)와 육체적 음절 조음의 미세한 움직임을 관찰한다.
실험 결과 일반적인 환청이 진행될 경우에 환자는 내적 발화가 진행되지 않는 기계적인 외적 발화 행위를 구사하였고, 특정 청각 방해 신호가 바뀌었을 때는 미세한 수준의 육체적 음절 조음과 함께 그에 따른 뇌 신경 활동의 변화도 보였다. 두 심리학자는 이 실험 모델은 ‘자동제어의 정모델’(forward model of motor control)라고 칭하였다.

## 진화론적 설명
진화심리학자인 조셉 조다니아(Joseph Jordania)는 자아 커뮤니케이션이 침묵을 피하려는 인간의 유전적 본성으로부터 나왔다고 설명한다. 인간의 진화 역사에 있어서 침묵은 하나의 위협으로 작용하였기에, 이러한 침묵을 회피할 목적으로 자아 커뮤니케이션이 등장했다는 것이다.